# Konzertmusik für Blasorchester (Hindemith)
De Konzertmusik für Blasorchester, op. 41 is een compositie voor harmonieorkest van de Duitse componist Paul Hindemith.
De première van Konzertmusik vond plaats tijdens de Donaueschinger Kammermusiktage op 24 juli 1926 door de Militaire Muziekkapel van het opleidingsbataljon van het Infanterie-Regiment nr. 14 uit Ansbach/Donaueschingen onder leiding van Hermann Scherchen.
De Konzertmusik für Blasorchester bestaat uit drie delen: Konzertante Overture: Maestoso; Lebhafte Viertel, Sechs Variationen über das Lied "Prinz Eugen, der edle Ritter" en Marsch
Het werk is op cd opgenomen door het Eastman Wind Ensemble onder leiding van Donald Hunsberger, de North Texas Wind Symphony onder leiding van Eugene Migliaro Corporan en het Landesblasorchester Baden-Württemberg onder leiding van Harry D. Bath.